# Hueso accesorio
Un hueso accesorio es un hueso que no se forma con frecuencia en el cuerpo (inconstante), pero todavía está presente significativamente en un gran número de personas.

## Clasificación
- Hueso sesamoideo
- Huesos suturales
- Huesos supernumerarios

## Ejemplos
Ejemplos de huesos accesorios incluyen el hueso trigonum ("astrágalo accesorio"), que si está presente en el pie normalmente se encuentra por detrás del astrágalo y el hueso navicular accesorio